# Pardirallus nigricans
El rascón negruzco (Colombia) (Pardirallus nigricans), también denominado gallineta negruzca (Argentina, Paraguay) o polla negra (Venezuela), es una especie de ave gruiforme perteneciente al género Pardirallus que integra la familia Rallidae. Habita en Sudamérica.

## Descripción
Mide entre 28,5 y 35  cm. Partes superiores pardo oliváceo oscuro; cola negra; garganta blanquecina; partes inferiores gris plomizo; pico amarillo verdoso de base ocre amarillento; patas rojo intenso a anaranjado.

## Distribución y hábitat
Se puede encontrar en Argentina, Bolivia, Brasil, Colombia, Ecuador, Paraguay, Perú, y Venezuela.

Su habitat natural son los pantanos, pajonales alrededor de esteros, pastizales inundados, campos de arroz. A pesar de habitar predominantemente en tierras bajas, puede ser encontrada hasta los 2200 m s. n. m. en los Andes.

## Comportamiento
Vive en la vegetación densa pero acostumbra salir más que otros ralídeos para lugares abiertos; puede cruzar corriendo áreas abiertas y caminos.

### Reproducción
Hace un nido con gramíneas tranzadas en el suelo. Pone 2 o 3 huevos, cuyo color varia entre el crema rosado y el blanco, delicadamente punteado de marrón o lila en la extremidad más ancha.

### Vocalización
Emite un sonido típico, un dúo fuerte repetido: un gruñido seguido de un grito agudo “druuuuu-íí” (tal vez el macho) acompanhado por gruñidos más suaves y guturales (tal vez la hembra).

## Sistemática

### Descripción original
La especie P. nigricans fue descrita por primera vez por el ornitólogo francés Louis Jean Pierre Vieillot en 1819 bajo el nombre científico Rallus nigricans; localidad tipo «Paraguay».

### Taxonomía
Algunas veces fue colocada en el género Rallus, o referida al género Ortygonax. En el pasado fue considerada conespecífica con Pardirallus sanguinolentus.

### Subespecies
Se reconocen 2  subespecies con su correspondiente distribución geográfica:
- Pardirallus nigricans caucae (Conover, 1949) - suroeste de Colombia (Valle del Cauca al sur hasta Nariño).
- Pardirallus nigricans nigricans (Vieillot, 1819) - este de Ecuador, este del Perú, norte de Bolivia, oeste, centro sur y este de Brasil, Paraguay y extremo noreste de Argentina.